# اولریش برندهوف
اولریش فردریش برندهوف (آلمانی: Ulrich Friedrich Brandhoff؛ زادهٔ ۱ سپتامبر ۱۹۸۵) بازیگر اهل آلمان است.
از فیلم‌ها یا مجموعه‌های تلویزیونی که وی در آن‌ها نقش داشته‌است، می‌توان به لوته در باهاوس، در محوشدگی، کارل مارکس جوان و هشدار برای کبرا ۱۱ اشاره نمود.